# Samsung Galaxy Z Fold 3
Samsung Galaxy Z Fold 3 (nazwa stylizowana: Samsung Galaxy Z Fold3) – składany smartfon, który jest częścią serii Samsung Galaxy Z. Został zaprezentowany przez Samsung Electronics 11 sierpnia 2021 r. podczas imprezy Samsung Unpacked obok Z Flip 3. Jest następcą Samsunga Galaxy Z Fold 2.